# Sure Know Something
«Sure Know Something» — це пісня рок-гурту, Kiss, яка вийшла у вересні 1979 року зі студійного альбому Dynasty, ця пісня одна із популярних хітів гурту тих часів, вона досягнула 47-го місця, в Billboard Hot 100.

## Чарти

### Щотижневі чарти
| Країна (1979)                 | Найвища позиція |
| ----------------------------- | --------------- |
| Австралія (Kent Music Report) | 5               |
| Канада                        | 48              |
| Німеччина                     | 28              |
| Нідерланди                    | 3               |
| Нова Зеландія                 | 11              |
| США                           | 47              |

### Чарти на кінець року
| Чарт (1979)                   | Позиція |
| ----------------------------- | ------- |
| Australia (Kent Music Report) | 45      |
| Чарт (1980)                   | Позиція |
| Australia (Kent Music Report) | 76      |